# Stationsbyer i Danmark
En stationsby i Danmark er en by med en jernbanestation, og benævnelsen bruges som betegnelse på byer, hvis opståen og udvikling overvejende er sket under indflydelse fra jernbaneforbindelsen .
Nogle stationsbyer, så som Brønderslev, Herning og Skjern opnåede at blive købstæder, andres udvikling gik i stå ved nedlæggelse af jernbanen, mens en del selv derefter bevarede deres rolle som lokale handelssteder for en omegn – sommetider til erstatning for stagnerende købstæder – eksempelvis Hadsund og Aars.
Ofte har stationsbyen navn efter en ældre landsby. Nogle landsbyer blev integreret i den nye stationsbybebyggelse (såkaldte tvillingebyer), andre lå for langt væk til dette og fortsatte den sideløbende eksistens, så man i dag har to byer med samme navn (såkaldte dobbeltbyer). Eksempler på dette er Taastrup, Jyderup, Tommerup, Fårup, Holsted og Laven.

## Beliggenhed
Stationsbyernes beliggenhed blev bestemt af jernbanens linjeføring, der var datidens nye og yderst konkurrencedygtige samfærdselsmiddel. Landstationer åbnede landets indre op og spredte samhandelen til de egne, der hidtil havde ligget langt fra købstæder og fra kysternes ladepladser og udskibningssteder. På grund af jernbanestationernes stærke tiltrækningsevne blev langt de fleste af de nye handlende og industrier mellem 1870 og 1960 lagt i tilknytning til en station, og "stationsby" blev derfor det naturlige navn på de bebyggelser, der her voksede frem.

## Indre opbygning
Stationsbyernes indre opbygning udviser uens træk, hvilket skyldes de forskellige vilkår, de er udviklet under. Dog kan de med rimelighed samles i nogle hovedgrupper med visse fælles træk. I nogle tilfælde blev stationen lagt i umiddelbar tilknytning til en eksisterende bebyggelse (landsby eller vejby) (eksempler er Ringe på Fyn, Kjellerup og Grindsted i Jylland). I andre tilfælde blev stationen lagt i en kortere afstand fra en eksisterende bebyggelse men tilstrækkelig stor til, at der i begyndelsen opstod en selvstændig bydannelse omkring stationen adskilt fra den nærliggende, ældre bebyggelse; man kalder sådanne tilfælde dobbeltbyer (eksempler på sådanne dobbeltbyer er Ullerslev på Fyn, Jyderup og Tølløse på Sjælland, Holsted i Jylland). Hvis de to bebyggelser senere voksede sammen, taler man om tvillingbyer (eksempler på sådanne tvillingbyer er Vejen i Jylland, Borup på Sjælland, Holeby på Lolland, Nørre Alslev på Falster). Endelig blev mange stationer lagt "på bar mark" langt fra eksisterende bebyggelser. I så tilfælde udviklede bebyggelsen sig selvstændigt.
Et fælles træk ved mange stationsbyer er et forholdsvist reguleret vejnet. Et andet fælles træk var, at de fleste stationsbyer udviklede en mere eller mindre markant hovedgade, rene boligområder og et fabriks- eller industriområde.

### Hovedgaden
I mange tilfælde udvikledes stationsbyen langs en vej, der mere eller mindre vinkelret krydsede jernbanen (eksempelvis Vejen, Tølløse, Ullerslev, Nørre Alslev, Ringe, Sandved, Holeby). Denne vej kunne udvikle sig til en udpræget hovedgade, der samlede forretninger og tjenesteydelser i huse i to eller tre etager, hvoraf den nederste etage ofte med store butiksvinduer. Hjørnebygninger kunne få et markant hjørnetårn. I andre tilfælde udvikledes en hovedgade parallelt med jernbanen (Kværndrup, Skjern, Aalestrup). Nogle større stationsbyer udviklede tydelige hovedgadestrøg (Brande, Haslev). For andre stationsbyer er dette træk mindre udtalt.

### Stationspladsen
Kendetegnende for de fleste stationsbyer er, at posthuset ofte lå lige ved siden af stationsbygningen. Tæt herved men ofte på den modsatte side af stationspladsen lå som regel en kro eller et hotel. Derved blev Stationspladsen et markant træk i bybilledet (eksempelvis Haslev på Sjælland og Tistrup i Jylland).

### Boligområder
Ofte udvikledes boligområder ved samlede udstykninger, enten langs en enkelt vej eller i form af samlede boligkvarterer. De lå som regel bagved hovedgaden.

### Industrikvarterer
Industri lå almindeligvis på den modsatte side af jernbanen eller den krydsende vej i forhold til boligerne og med sidespor til jernbanen (fx Holeby, Vejen). Undertiden blev et arbejderboligkvarter lagt i umiddelbar tilknytning hertil.

### Bypark
En del større stationsbyer (fx Ringe, Brande) fik et offentligt parkanlæg.
Som helhed lader der sig ikke tegne noget ensartet billede af den konkrete udformning af stationsbyernes indre opbygning, blandt andet fordi de landskabelige og ejermæssige forhold ofte spillede en stor rolle for den måde, stationsbyernes arealer blev anvendt på.

## Stationsbyernes opdeling efter egenart
Der er gjort forskellige forsøg for at opdele stationsbyer efter deres størrelse (det vil sige indbyggertal) og efter deres udbud af arbejdspladser (eller sagt med andre ord: efter indbyggernes erhverv) og tjenesteydelser. 
Ved en opgørelse efter indbyggernes erhverv vil langt de fleste stationsbyer i første halvdel af 1900-tallet kunne betegnes som industribyer. Dette skyldes enten, at et flertal af indbyggerne var beskæftiget ved håndværk og industri, eller at disse erhverv beskæftigede forholdsvis flere end handel og tjenesteydelser henholdsvis landbrug og fiskeri (se nedenfor).
Af de mulige inddelinger er inddeling efter omfanget af tjenesteydelser imidlertid den, der giver det mest præcise resultat. Den giver nemlig mulighed for at skelne mellem byer uden noget opland, byer med et mindre opland (omkring 5 km), byer med et større opland omtrent svarende til de gamle købstæder (omkring 15 km) og byer med opland omfattende en større landsdel (her kan kun Esbjerg komme på tale).

## Årsager til stationsbyernes opståen og udvikling
Stationsbyernes opståen og udvikling er nært knyttet til den samfundsmæssige udvikling under industrialiseringen, det vil sige fortrinsvis fra 1870 til 1960. De udviklede sig for at udfylde det forøgede behov for vareudveksling mellem på den ene side landbruget og den industri, som voksede frem i landdistrikterne, og på den anden side det omgivende samfund med de gamle købstæder og omverdenen. De forhold, som medvirkede ved stationsbyernes opkomst og blomstring, kan sammenfattes med disse hovedpunkter:
- jernbanenettets udvikling,
- næringsfrihedens indførelse og i tilknytning hertil de oplandsmæssige forhold,
- landbrugets omlægning,
- industrialiseringen.

Det må her nævnes, at en medvirkende årsag var de tilstande, som herskede i landet på det tidspunkt, da anlæggelsen af jernbanerne skete:
- vejnettet var i ringe stand og datidens eneste transportmiddel, hestevogne, var forholdsvis langsomt. Der fandtes i 1860 omkring 1.350 km landeveje (chausséer) i kongeriget, hvoraf 310 km på Sjælland, 105 km på Lolland-Falster, 150 km på Fyn og 765 km i Jylland. Hovedvejsnettet forbandt blandt andet København og Hamborg. Foruden hovedlandeveje var der der mindre landeveje til at opfylde de egnslige samfærdselsbehov. Værst var tilstanden på den jyske hede, hvor vejene blot var "hjulspor i sandet".[15] Den gennemsnitlige rejsehastighed med diligence var i bedste fald 8-10 km i timen, og diligencen havde hyppige og langvarige stop ved rastepladser.[16] Forholdene for landtransporten var så ringe, at det - hvor det overhovedet var muligt - var en fordel fra indlandet at søge ud til den nærmeste havn, sejle til den havn som lå nærmest rejsemålet, og så igen blot køre det sidste stykke. Af samme grund spillede ladepladser og udskibningshavne en betydelig rolle i de fleste egne af landet. Jernbanen, med dens gennemsnitlige rejsehastighed på omkring 30 km i timen ændrede på dette, og jernbanen blev ikke, som skibsfarten, berørt af tåge eller isdække om vinteren.[16]
- oplandsbetjeningen af landdistrikterne var i store dele af landet ringe som følge af en ufuldstændig dækning med købstæder inden for en rimelig rejseafstand, 2 mil (omtrent 15 km). Værst var forholdene i Jylland, hvor der i store områder var meget langt til nærmeste købstad.[17]
- landbruget befandt sig endnu i kornhandelsperioden og landbrugerne var ofte knyttede til bestemte købmænd i købstæderne.[18] Bytteøkonomi spillede en stor rolle, og landbrugerne havde som følge af deres afhængighed svært ved at investere i driftsudvikling.
- industrien var endnu ikke slået igennem. Den fremstillings- og forædlingsvirksomhed, der fandtes i landdistrikterne, var oftest i form af fabrikker drevne ved vandkraft.[19]

Det var disse forhold, der afgørende ændrede sig i anden halvdel af 1800-tallet.

### Jernbanenettets udvikling
Jernbanerne havde store transportmæssige, økonomiske og betjeningsmæssige fordele. Disse var:
- at jernbanen udgjorde en hurtigere, bekvemmere og/eller billigere samfærdselsform end sejlads og hestevogn (det vil sige var konkurrencedygtig med hensyn til rejsetid og pris)[20],
- at stationen lå tættere på landbefolkningen end købstæderne samtidig med, at forsyningsmulighederne var gode (det vil sige stationerne var konkurrencedygtige med hensyn til nærhed og oplandsbetjening),
- at der fandtes et tilstrækkeligt stort kundeunderlag til at brødføde stationsbybefolkningen enten i byen alene eller sammen med oplandet (det vil sige, at stationerne havde et bæredygtigt kundeopland),
- at samling af tjenester var en fordel for kunderne frem for spredning (det vil sige, at stationsbyerne var konkurrencedygtige med hensyn til udbud i forhold til landsbyer, det åbne land og købstæderne),
- at jernbanen muliggjorde forholdsvis hurtige forbindelser selv til fjernere egne, hvilket indebar fordelagtige fragtmuligheder for industrien (det vil sige ydede en konkurrencedygtig tjenesteydelse),
- at forbedrede samfærdselsmidler muliggjorde adskillelse af bopæl og arbejdssted (det vil sige muliggjorde forstadsdannelser betjent af jernbanen).

Samtiden var aldrig i tvivl om den store betydning, jernbanestationerne havde for fremkomsten af stationsbyerne. Selv i de tilfælde, hvor en vis byudvikling var sket tidligere, skulle den opvoksende bys fremstående borgere nok vide at få skaffet en jernbaneforbindelse til byen, hvis det overhovedet var muligt. I 1917, midt under stationsbyernes blomstringsperiode, skrev daværende avisredaktør i Hammel, M. Mejlby:
”Hvis folk i almindelighed gav sig af med at tænke lidt nærmere over, hvilken umådelig betydning de to blanke stålskinner har, ved hvis hjælp timer forandres til minutter og kilometer til meter – så sad man ikke i de respektive amts-, sogne- og byråd og skændtes i snesevis af år om en stump bane. Så bevilligede man straks de nødvendige beløb – for at undgå det unødige tidsspild, der tillige betyder et tab i penge, som er langt større end det beløb, der medgår til den påtænkte bane. Thi det er jo en kendsgerning, der nu er gentaget indtil trivialitet, at det er banen, som har befordret denne eller hin bys vækst.”
Undersøgelser af de tidligt anlagte jernbanestrækninger viser, at der straks fra stationens anlæggelse skete en tilflytning af fremmede, hvorved andelen af stedfødte faldt. Hvis disse tilflyttere samtidig var næringsdrivende, der tilførte stedet tjenesteydelser, handel, håndværk eller industrivirksomhed, medførte dette, at det nye stationssamfund blev mere tiltrækkende for senere tilflyttere; en vækstspiral blev sat i gang. Naturligvis betyder dette ikke, at enhver station i sig selv bevirkede fremkomsten af et bysamfund, da nogen måtte tage det første skridt. Ej heller var ubegrænset vækst mulig. Der var trods alt grænser for behovet for oplandstjenester og mulighederne for industri. I dette forløb har tilfældigheder givetvis også spillet en vis rolle, og i starten har stationerne desuden skullet konkurrere med de gamle landsbyer, tingsteder og ladepladser om tilflytternes gunst. At stationerne alligevel i langt de fleste tilfælde blev midtpunkt for en større eller mindre bydannelse må vel især skyldes, at stationerne ændrede fragt- og samfærdselsforholdene på landet.
Under hensyn til at en jernbanestation kunne påvirke oplandsforholdene i en omkreds af 5–10 km, viser det sig, at et meget stort antal af datidens stationer var gunstigt beliggende for dannelsen af et eget opland. Dette opland kunne selvsagt både tiltrække andre oplandsbetjenende næringer (handel, tjenester) og samtidig selv forstærkede deres betydning ved disses tilkomst. På tilsvarende måde har fragtforholdene øjensynligt også spillet en rolle for de tidligt anlagte industrivirksomheders beliggenhedsvalg. Omvendt betød anlæggelsen af jernbanerne, at ladepladserne mistede deres tidligere betydning; mange sygnede hen, men de, der fik jernbaneforbindelse, oplevede en ny vækst.
Det lader sig fastslå, at i tiden mellem 1870 og 1900 skete opkomsten af et nyt net af oplands- og/eller industribyer. I dette forløb kom stationsbyerne til at spille en fremtrædende rolle. Ved at sammenligne funktionsudbuddet i stationsbyerne omkring 1870 med forholdene omkring 1900 er det muligt at belyse forholdene nærmere. Det viser sig da, at de fleste steder, der omkring 1870 kun havde en station i den forløbne periode var blevet forsynet med en lang række oplandsfunktioner foruden fabriksdrift og mejeri. Nogle af disse byer udviklede sig fortrinsvis som oplandsbyer, andre som industribyer og atter andre som mangesidige byer med både oplandstjenester, handel og industri. Af steder, hvor jernbanen ikke blev fulgt op af nogen bydannelse af betydning før 1900 kan nævnes Beder, Bording, Bred, Ellidshøj, Hatting, Hvam, Højslev, Kvissel, Kvistgaard, Pindstrup, Rødkærsbro, Stilling, Stoholm, Svenstrup, Tolne, Tylstrup og Ullerslev. Flere af disse byer skulle først opleve deres gennembrud i begyndelsen 1900-tallet. De fleste af disse steder lå enten inden for et læbælte eller i nærheden af en mere udviklingsdygtig stationsbykonkurrent. Af bydannelser, der ikke skyldes jernbanen, kan nævnes: Odder, Hørsholm, Fredensborg, Brædstrup, Herning, Kjellerup, Hammel, Fjerritslev, Helsinge og Høng – alle byer med tingsted opståede før jernbanernes anlæggelse, desuden Assens, Brande, Dronninglund, Egtved, Farsø, Fuglebjerg, Grindsted, Glumsø, Hjallerup, Horslunde, Lyngby, Nørre Nebel, Pandrup, Ruds Vedby, Rønde, Skibby samt Ørsted, der enten aldrig fik jernbane eller først fik det på et tidspunkt, da byudviklingen var i fuld gang. Usikkerhed om jernbanens betydning for byudviklingen er der for Faxe, Hornslet, Ringe, Otterup, Uldum, Jelling, Skals, Tørring, Mørke, Asnæs, Hvalsø, Hornsyld, Stenstrup, Brovst, Hornum og Halvrimmen.
Af byer, der først udviklede sig til stationsbyer efter 1900 kan nævnes: Balle, Bramdrupdam, Bred, Brenderup, Dianalund, Dybvad, Ejstrupholm, Engesvang, Farum, Fårevejle, Galten, Gjern, Glumsø, Godthåb, Gørlev, Herfølge, Herlufmagle, Hundslund, Hvalpsund, Hørning, Karup, Knabstrup, Knarreborg, Kongerslev, Lillering, Nørre Broby, Pedersborg, Stenderup-Krogager, Stoholm, Storvorde, Sunds, Svenstrup, Thyregod, Thyborøn, Tylstrup, Vegger, Vorbasse og Ørbæk. Fælles for disse sent blomstrende byer var, at industri og/eller institutioner spillede en forholdsvis stor rolle i deres udvikling, mens handel og andre oplandstjenester var af mindre betydning, hvilket sikkert skyldes, at behovet for egentlige oplandsbyer stort set allerede var opfyldt ved århundredeskiftet.
Sammenfattende kan 107 stationsbyers opkomst med ret stor sikkerhed tilskrives jernbanen, 16 er usikre og 27 bymæssige bebyggelser (heraf 10 tingbyer) skyldes ikke – eller kun i ringe grad – jernbanen. Dertil kan man lægge, at visse forholdsvis veludviklede vejbyer (Bælum, Holsted, Jægerspris, Mern, Rønde, Svinninge, Stokkemarke) stagnerede i de samme årtier, som stationsbyerne blomstrede. På denne baggrund må det være rimeligt at sige, at jernbanestationen i høj grad var en byskabende faktor i slutningen af det nittende og begyndelsen af det tyvende århundrede.

### Næringsfriheden og oplandets betydning
En medvirkende årsag til stationsbyernes opkomst var indførelsen af næringsfriheden og i tilknytning hertil oplandsforholdene., idet næringerne i løbet af 1800-tallet blev givet fri i flere trin: Udgangstilstanden var blevet fastsat i Christian 5.s Danske lov, der i 3-13-23 bestemte, ”at ingen Haandværksmand maa bo paa Landsbyen undtagen Grovsmede, Tømmermænd, Bødkere, Teglbrændere, Pottemagere som gøre sorte Potter, Hjulmænd, Murermestre, Skindere, Vævere, Skrædere som sy Vadmel og de Skomagere, som sy Bøndersko”. Endvidere bestemte lovens 3-13-24: ”Ingen, hvo det være kan, maa bruge noget Kjøbmandsskab paa Landet og i Landsbyerne til Forprang … eller sælge nogen Kramvare, Staal, Salt eller fremmed Humle, under Varernes Forbrydelse.” Ligeledes bestemte 3-13-26, at ”Bønderne skulle føre deres Varer til Købstæderne og dem paa offentlige Axeltorve og Markeder falholde og ej dem til Høkere og Forprangere, som Landet omløbe, sælge.” Allerede i 1815 blev det tilladt at foretage visse opkøb af varer i landdistrikterne, og der skete en vis regulering af landhåndværkenes forhold, selvom håndværket fortsat fortrinsvis skulle udøves i stæderne. I 1816 og 1822 udstedtes to forordninger, der gav visse muligheder for undtagelser fra reglerne herom. Ved lov af 1823 blev det tilladt at udøve håndværk på landet, hvis amtmanden eller kancelliet gav de fornødne tilladelser. Det var ikke tilladt håndværkerne at sysselsætte medhjælpere eller modtage bestilling fra byboerne. Ved en forordning af 1845 blev det tilladt landboerne at opkøbe og til købstæderne indbringe og der sælge alle varer fremstillet af jordbrugets, husdyrholdets, havedyrkningens og fiskeriets frembringelser samt skovbrugets frembringelser og tørv, herunder varer frembragt ved nogen bearbejdelse eller ved husflid. I 1856 blev landhøkerhandelen frigivet, og det blev tilladt alle, der opfyldte visse almindelige betingelser, at forhandle de almindelige høkervarer og alle vigtigere urtekramvarer, dog i reglen ikke inden for 1 mil fra nærmeste købstad. Ved næringsloven af 1857 (ikrafttrådt 1862) blev lavsmonopolet ophævet, og engros- og detailhandel i landdistrikterne blev tilladt uden for købstædernes såkaldte læbælter (brugsforeninger og fabriksvirksomhed var ikke omfattet af denne begrænsning men kunne ske frit). I 1873 blev møllenæringen frigivet, og i 1920 blev læbæltebestemmelserne endeligt afskaffet.
Allerede i tiåret mellem 1860 og 1870 skete det første gennembrud for handelen i landdistrikterne, især i form af købmænd og kroer, i mindre udstrækning også andre handlende og tjenesteydende, fx læger, dyrlæger og apoteker. Betydningen af næringsloven af 1857, ikrafttrådt 1.1.1862, ses af følgende udvikling: antallet af købmænd og høkere voksede fra 288 i 1860 til 923 i 1870, antallet af urtekræmmere voksede fra 16 til 22, antallet af boghandlere fra 6 til 20, antallet af manufakturhandlere fra 6 til 25, antallet af vognmænd fra 198 til 274, antallet af gæstgivere med videre fra 647 til 808. I alt for disse næringsgrupper var det en stigning fra 1161 i 1860 til 2072 i 1870. Heraf tør udledes, at der med mere end en tredobling i antallet af købmænd og høkere endnu inden for samme årti som loven trådte i kraft var et stort og hidtil udækket behov for dagligvarehandlende i landdistrikterne. Dette indtryk forstærkes, hvis man yderligere tager hensyn til de brugsforeninger, som fra 1866 oprettedes i stort tal rundt om i landet. Til gengæld synes behovet for udvalgsvarehandlende i landdistrikterne endnu ved lovens ikrafttræden at have været meget lille. Denne tidlige udvikling spillede i første omgang kun en beskeden rolle for stationsbyerne, da der endnu kun var få banestrækninger, og antallet af landstationer var til at overse.
Næringsfriheden bragte markedsøkonomien ud i landdistrikterne. Forenklet sagt betød produktionsoverskuddet i landbruget en større købedygtighed, mens specialiseringen medførte et større behov for købstadsproducerede produkter fordi landbrugets selvforsyning ved husflid forsvandt eller ganske enkelt ikke kunne dække behovene.
Medvirkende til at begrænse næringsudviklingen i landdistrikterne var:
- at loven indeholdt en læbælteordning, der indebar, at handel ikke var tilladt mindre end 1½ mil (11 km) og håndværk ikke mindre end 1 mil (7.5 km) fra købstadens axeltorv. Dette indebar, ”at de tætliggende danske købstæder bevarede en betydelig del af deres traditionelle indflydelsesfelt”[36].
- at ”... næringsfriheden ikke [betød], at håndværk og handel med et slag etablerede sig i landdistrikterne. Loven var nærmere et udtryk for, at man erkendte og indrettede sig efter de eksisterende realiteter, der viste, at handel og håndværk længe havde været udøvet i landdistrikterne på trods af købstadsmonopolet”[37]. Sagt med andre ord: uanset næringsfriheden var det trods alt begrænset hvor mange håndværkere og handlende, der kunne ernære sig på landet, og en del af behovet var allerede opfyldt ved tidligere givne særtilladelser[38].

Ved siden af disse forhold må imidlertid peges på andre forhold af betydning:
- Næringernes frigivelse skete i flere trin, hvorved de enkelte trin i forløbet fremstår som mindre iøjnefaldende.
- Så længe landbruget nærmest stod på byttehandelens standpunkt, var landboernes behov ikke større end, at de kunne tilfredsstilles ved besøgene i købstæderne eller på de markeder, der afholdtes rundt om i landet. Herudover blev landbrugeren forsynet af lovlige omløbende bissekræmmere, indtil denne omløben faldt bort fra 1882 (lov af 25 maj 1873)[39].
- En stor del af de købmandshandler, der efter næringslovens vedtagelse blev oprettet i landdistrikterne, var aflæggere af købmandshandler i købstæderne. Dette indebar, at købstædernes købmænd bevarede forbindelsen med deres gamle kunder i landdistrikterne[40].
- Stationsbyernes købmandshandler (herunder aflæggerne af købstadsforretninger) indtrådte som et mellemled i omsætningen, der gik videre herfra til stæderne, hvilke derved blot blev ”næste omsætningsled” (og i visse tilfælde efterhånden udviklede sig til grossistled i omsætningen).
- Afvandringen fra landdistrikterne til købstæderne opvejede i stor udstrækning bynæringerne deres tabte oplandskunder[41].

Det vigtigste var imidlertid, at da jernbanenettet efterhånden blev udbygget, så eksisterede fra starten muligheden for, at handlende, håndværkere og tjenesteydende kunne slå sig ned ved de nye landstationer.
I forbindelse hermed må nævnes, at jernbanestationerne kom til at indtage en rolle som knudepunkter mellem en effektiv fjerntransport i form af jernbaner (og dampskibe) og en mindre effektiv nærtransport (hestevogne). Dermed opstod behovet for omladningspunkter, hvilket gjorde, at jernbanestationerne blev tiltrækkende steder at etablere sig hvad enten, man betjente rejsende eller gods.
Det må tilføjes, at oplandsforholdene påvirkede dels antallet af handlende, der kunne etablere sig et bestemt sted, dels hvilke næringer, der kunne etablere sig. Bedst var mulighederne i "midtvejsbyer", det vil sige de steder, der lå midt mellem to købstæder og således var de mindst udsatte for købstadskonkurrence. For næringsveje med forholdsvis beskedent kundebehov betød det - alt andet lige - at forholdsvis flere kunne etablere sig. For næringsveje med behov for store kundeoplande betød det, at de havde bedst mulighed for at kunne etablere sig i sådanne byer. I 1916 konstaterede daværende landbruger i Nørre Nebel Thomas Christensen, at:
”For at en by kan fremstå, må vedkommende plads først og fremmest have en central beliggenhed, dvs. med godt opland til flere, helst alle sider. Dernæst må der føre gode veje ud i dette opland, så forbindelsen til centralpunktet altid kan holdes vedlige.”
Vil man danne sig et indtryk af stationens evne til at opsamle bymæssige funktioner, kan det gøres ved at sammenligne to på hinanden følgende oversigter over funktionsudbuddet i byerne med henblik på at opgøre de i mellemtiden forekomne ændringer. Ved at holde stationsbyer og andre byer indbyrdes adskilte er det muligt at afgøre, om der er nogen påviselig forskel i udviklingen mellem de to bebyggelsesformer. Disse forhold lader sig belyse dels for slutningen af det 19. århundrede, der almindeligvis regnes for tiden for de nye byers opkomst, dels for tiden mellem 1900 og 1955, hvor banenettet stort set var udbygget, og den offentlige vejfærdsel forbedredes med rutebiler.

#### De næringsdrivendes beliggenhedsvalg
Da de næringsdrivende fik mulighed for at flytte ud i landdistrikterne, måtte de foretrække de steder, der bød på de bedst mulige vilkår. Hvad angår hvilke forhold, der blev udslagsgivende ved beliggenhedsvalget, var der to forhold, der kunne spille ind: dels (især i begyndelsen) var det oplands- og færdselsforholdene, der styrede valget, dels (efterhånden med stigende strke) var det allerede tilstedeværende oplandstjenester, der trak handel og håndværk (og jernbaner) til.
Allerede ved næringsfrihedens indførelse var der et antal offentlige og andre tjenester, som i større eller mindre udstrækning blev udøvet i landdistrikterne:
- tingsted[48],
- jordemoder[49],
- distriktslæge[50],
- dyrlæge,
- apotek,
- sygehus[51],
- postekspedition,
- marked[52],
- kro og gæstgiveri[53],
- videregående uddannelse (folkehøjskole m.v.)[54],
- kornmølle[55].

Det forhold, at disse tjenester ikke var jævnt fordelte i landdistrikterne men samlede sig mere eller mindre på et fåtal steder, gjorde, at der således allerede ved næringsfrihedens indførelse fandtes et antal oplandsbetjenende steder dels i gamle landsbyer, dels ved landeveje, dels i tilknytning til ladesteder og lignende. Da de tidligste jernbaner og jernbanestationer yderst sjældent blev lagte under hensyntagen til disse samlingssteder, måtte jernbanestationerne således konkurrere på forskellige vilkår med landsbyerne om handlendes og håndværkeres gunst. Hertil kommer, at indtil omkring 1870 var størstedelen af kongeriget ganske uden jernbaneforbindelse. Det er derfor ikke urimeligt på forhånd at vente, at en meget stor del af de nye købmænd ville foretrække at bosætte sig ved disse samlingssteder selv i tilfælde, hvor der overhovedet fandtes en jernbanestation at vælge.
Den topografiske beskrivelse J.P.Trap: Danmark, 2. udgave viser sammenhængen mellem jernbanestation og købmænd omkring 1870 (det vil sige efter første oprettelsesbølge efter næringslovens ikrafttræden). Trap omtaler omkring 200 købmænd. Skønt der således er store huller i oversigten, tegner der sig et tankevækkende billede: blandt de daværende stationsbyer havde 17 købmand, 19 ikke, blandt byer med tingsted havde 7 købmand, 7 ikke, blandt ladepladser havde 14 købmand, 7 ikke, og af andre steder havde 46 købmand, 38 ikke; endelig lå 7 købmænd uden tilknytning til nogen bebyggelse. Dette antyder, at fordelingen af steder med henholdsvis uden købmand i 1870 stort set var den samme for jernbanestationer og for andre datidige bebyggelsesmæssige samlingssteder. Man kan derfor med en vis ret sige, at købmændene om muligt valgte jernbanestationerne på lige fod med tingsteder, ladepladser og større landsbyer. Alligevel var det øjensynligt kun omkring halvdelen af jernbanestationerne, der meget hurtigt fik egen købmand. Denne ulighed i udgangsvilkårene skulle siden påvirke de forskellige bebyggelsers udvikling væsensforskelligt.
Der synes således ikke tvivl om, at forekomsten af en jernbanestation ved de handlendes valg af beliggenhed i byernes oprindelsesfase.

#### De handlendes betydning for byerne
Med henblik på at vurdere de handlendes betydning i de nye byer skal omtales en oversigt over dels de handlendes andel af byernes indbyggertal sammenlignet med de handlendes andel af landsognenes indbyggertal som helhed, dels hvor stor en andel af de handlende, der slog sig ned i de nye bymæssige bebyggelser.
Det viser sig da for det første, at en ikke ubetydelig andel af de handlende (16-18%) var bosat i landsognene allerede inden næringsfrihedens indførelse, og denne voksede til henved en fjerdedel af den samlede befolkning sysselsat ved handel allerede kort derefter. For det andet viser det sig, at andelen af de nye byers indbyggere, som var sysselsat ved handel og omsætning, er klart større end i landsognene som helhed allerede i 1870, og at andelen voksede frem til 1901, hvorefter den næsten stagnerede.

#### Byernes rangorden
En følge af, at vilkårene for at etablere sig var uens for forskellige oplandsbetjenende næringsveje er også, at byerne i henseende til deres evne til at tilbyde tjenester ikke var de samme overalt. Nogle byer var i kraft af deres oplandsforhold i stand til at tilbyde flere og mere kundekrævende tjenester end andre. Sagt med andre ord: man kan rangordne byer og steder efter deres oplandsmæssige betydning. Som et mål for denne betydning kan opstilles mangfoldigheden i udbuddet af oplandstjenester, idet det må huskes, at de stadig flere handlende og håndværkere udgjorde en del af denne mangfoldighed. Dette indebærer, at enhver ændring – tilgang eller afgang – i antallet af oplandstjenester i sig selv måtte påvirke alle senere valg af beliggenhed for nye oplandstjenester. Desuden må huskes, at det umiddelbart kunne være en fordel at udbyde en tjeneste der, hvor den hidtil ikke havde været udbudt. Disse ”tilbagekoblinger” indebar på den ene side en vis samling af forskellige oplandstjenester, på den anden side en vis spredning af samme slags tjenester til flere forskellige steder, hvilket gjorde forudsigelse af udviklingen for det samlede netværk af oplandstjenester umuligt.
Ses på fordelingen af tjenester og industrivirksomheder i de enkelte stationsbyer til forskellige tider, viser der sig tydelige mønstre. Visse byer skilte sig ud som velforsynede med tjenester, andre tydeligt mindre. Omvendt er visse oplandstjenester hyppige, andre sjældne, idet der skete en klar udvikling med tiden:

##### 1855: Før jernbanen
For 1855 kan konstateres, at de almindeligst forekommende tjenester var kirke, præstegård, skole og kro, idet disse oplandstjenester fandtes i de fleste kirkelandsbyer. Fra disse oplandstjenester var der et stort spring op til den næste gruppe: læge og apotek. I 1852 var der i hele Danmark 625 læger, de fleste selvsagt i købstæderne men et antal dog også på landet. Dette hang sammen med, at der omkring 15 år tidligere havde været godt 100 ubefordrede læger, hvoraf en del måtte flytte på landet for at overleve. De øvrige undersøgte oplandstjenester: tingsted, birkedommer/herredsfoged, postekspedition, marked, valgsted og sygehus (hertil ikke medregnet fattiganstalter) fandtes i yderst begrænset omfang og temmelig spredt. Ser man i stedet på de enkelte steders forsyning med oplandstjenester, skilte Silkeborg, Hørsholm, Odder, Herning, Fredensborg og (tildels) Tarm sig ud som de mest velforsynede, idet kun disse steder udover de mere hyppigt forekommende tjenester havde postekspedition og marked; i stedet for at have marked var Fredensborg valgsted. Dernæst følger en gruppe bestående af Hammel, Vestervig, Fjerritslev, Holsted og (tildels) Bælum, idet disse steder havde tingsted og herredsfoged- eller birkedommerbolig. Så er der atter et spring ned til næste gruppe omfattende Ringe, Grindsted, Ørsted og Hornslet med læge og apotek. De øvrige steder havde kun de fire almindeligste oplandstjenester. I modsætning til oplandstjenesterne kan hverken jernbanestation eller fabriksvirksomhed (i bredeste forstand) indpasses i den opstillede rangorden på en meningsfuld måde. For jernbanestationernes vedkommende skyldtes det, at der kun fandtes een jernbane i hele kongeriget: banen fra København til Korsør. For fabrikkernes vedkommende er hovedårsagen den, at fabrikkerne var henviste til at udnytte vandkraften fra landets større vandløb (Mølleåen, Gudenåen med flere). Den øvrige virksomhed udgjordes af stedbundne bedrifter såsom teglværker og kalkbrud samt landbrugstilknyttede virksomheder såsom møller, bagerier, bryggerier og lignende. I rumlig henseende og for tiden omkring næringslovens vedtagelse, det vil sige omkring 1855, fandtes der i hele kongeriget Danmark således i alt 12 indlandssteder, der efter deres oplandstjenester kunne kaldes oplandsbyer. Af disse lå de 10 uden for købstædernes læbælter, kun Fredensborg lå inden for Hillerøds og Lyngby inden for Københavns læbælte. Et blik på et kort over datidens læbælter viser i øvrigt, at på Sjælland lå de eneste steder, der ikke var omfattede af læbælte, nordvest for Hovedstaden (hvor Hørsholm fyldte behovet), langs Kattegatkysten (hvor Frederiksværk og senere Helsinge voksede frem) på Vestsjælland (hvor Svinninge senere voksede frem) og på Sydsjælland (hvor Haslev og Faxe senere voksede frem). På Fyn lå de eneste områder i et bælte tværs over Midtfyn (hvor Ringe, Kværndrup og Aarup senere voksede frem) og ved Kattegatkysten (hvor Otterup senere voksede frem). I Østjylland var de vigtigste områder Hads herred (hvor Odder fyldte behovet), Norddjursland (hvor Ørsted var under fremvækst), Vendsyssel (hvor Vester Brønderslev senere voksede frem), Himmerland (hvor Bælum opfyldte behovet og hvor Aars og Aalestrup senere voksede frem) og i Thy (hvor Fjerritslev og Vestervig fyldte behovet). De øvrige steder lå alle i Vestjylland og udfyldte behovet hér.

##### 1870: De første hovedbaner
For tiden omkring 1870 kan konstateres at være sket en stor udvikling. Først og fremmest var der i den mellemliggende tid sket en omfattende tilflytning af købmænd og det i en sådan udstrækning, at de sammen med læge, apotek og postekspeditioner udgjorde mellemgruppen af funktioner med hensyn til udbredelse. Også antallet af læger, apoteker, posthuse, sygehuse foruden naturligvis håndværkere og handlende samt, ikke at forglemme fabriksvirksomheder og jernbanestationer. Disse forandringer afspejler de to store ændringer i datiden: næringsfrihedens indførelse (eller rettere næringsbegrænsningernes indskrænkning) og den begyndende industrialisering, der frigjorde fabrikkerne fra bindingen til vandkraften og som slog igennem samtidigt i købstæderne og på landet. Jernbanenettet var under voldsom udbygning, men hovedbanenettet var endnu ikke færdigudbygget, og de fleste jernbanestationer var så nye, at de endnu ikke havde haft mulighed for at påvirke næringslivet i synligt omfang. Beliggenheden af industrivirksomheder og jernbanestationer lader sig derfor heller ikke på denne tid indpasse i rangordningen på en meningsfuld måde. Ser man i stedet på byerne, kan Silkeborg, Odder, Hørsholm, Hammel, Brædstrup, Fredensborg, Helsinge, Svinninge og Kjellerup udskilles som de mest velforsynede. Til en mellemgruppe hørte Rønde, Galten, Vamdrup, Haslev, Vejen, Stokkemarke, Faxe, Uldum, Hornslet, Borup, Bjerringbro, Ringe, Farsø, Egtved, Brørup, Grindsted og andre. Til gruppen af steder med de mest almindelige oplandstjenester hørte 27 byer. Det er påfaldende, at alle de nævnte bebyggelser lå uden for de da (mindskede) læbælter. Uden for den egentlige rangordning fandtes et antal steder med station og/eller industri samt enkeltstående oplandstjenester. Det var således endnu omkring 1870 muligt at udskille grupper af landsbyer med enkelttjenester: markedsbyer (Hjallerup med flere), skolebyer (Ryslinge med flere), industristeder (Ryomgård med flere).

##### 1880-erne
Omkring midten af 1880-erne skete en stor stigning i antallet af håndværkere og handlende. Som eksempel kan nævnes Ullerslev stationsby på Fyn. I 1883 boede kun 3 af i alt 15 næringsdrivende i postdistriktet ved stationen (en købmand, en skrædder og en skomager), mens der i 1887 yderligere fandtes mejerist, dyrlæge, portør, landpost, slagter, musiker, teglmester og stationsforstander.

##### 1900: efter hovedbanenettets færdiggørelse
Omkring 1900 – knap 40 år efter næringslovens ikrafttræden – var antallet af oplandsbebyggelser vokset til 52 , der alle lå uden for købstædernes læbælter. I de mellemliggende år var der sket en voldsom udvikling: nye oplandstjenester var kommet til, og gammelkendte oplandstjenester var tiltaget i stort omfang ikke mindst ved jernbanestationerne. Jernbanestationer var nu blevet så udbredte, at de sammen med de i mellemtiden tilkomne forsamlingshuse nu udgjorde mellemgruppen af oplandstjenester med hensyn til udbredelse. Af mere sjældent forekommende oplandstjenester bemærkes som helt nye banker/sparekasser og et stort antal tilkomne markeder, højere skoler og sygehuse.

##### 1960: stationsbyens kulmination
Omkring 1960 – da stationsbyæraen havde kulmineret – var landet forsynet med et velfordelt net af oplandstjenester, hvor de største uden for købstæderne lå så langt fra disse som muligt – derfor ofte kaldet midtvejsbyer – og derved udfyldte det tomrum, som købstæderne havde levnet. I langt de fleste tilfælde var det netop en stationsby, der havde evnet at fylde dette "hul". Ligeledes var det byer uden for købstædernes gamle læbælter, som havde de største indbyggertal.

### Landbrugets omlægning
Stationsbyernes betjeningsopland udgjordes længe fortrinsvis af landbrugere. Dette gælder især for Danmark, idet der er klare sammenhænge mellem udviklingen inden for det danske landbrug og den samtidige udvikling i de nye stationsbyer. Denne sammenhæng, der tillige knytter an til de lovgivningsmæssige og næringsmæssige forhold, er bedst udtrykt af geografen Aage Aagesen: ”Mekaniseringen og omlægningen af landbruget i den følgende tid [efter 1860] medførte, at bonden i væsentligt omfang opgav selvforsyningen og begyndte at handle i landsbyen, hvor der således, begunstiget af den nye næringslov, opstod købmænd, håndværkere o.lign. Der foregik med andre ord en ændring af landsbyens erhvervsstruktur. Denne ændring begunstigedes af jernbaneanlæggene”. Som det fremgår, binder Aage Aagesen landbrugets indflydelse sammen med den tekniske udvikling, næringslovgivningen og jernbaneanlæggene. På tilsvarende måde konstaterede højskolelærer og venstremand i Vrå Valdemar Rasmussen i 1917, at:
“Landmændene i Vrå sogn er gennemgående dygtige og praktiske folk, der forstår at dyrke deres jord med størst udbytte. De allerfleste har i deres ungdomstid forberedt deres manddomstid, idet de har søgt oplysning på høj- og landbrugsskoler; senere har de så forøget og fornyet denne oplysning, dels ved læsning af landbrugsskrifter, dels ved at gennemgå korte landbrugskursus på stedet – og denne teoretiske kundskab har de forstået i rigt mål at udnytte i det praktiske landbrug … Og gør man sig bekendt med gårdens indre, beboelseshusets indre, de moderne stalde, vindmotoren på laden osv., da lader alt dette os formode, at Vrå-egnens landboere gennemgående er ret velstillede folk. Men netop dette forhold er en af mulighederne for den fortsatte fremgang i Vrå stationsby.”
Der foreligger en undersøgelse af sammenhængen mellem datidens nye byers indbyggertal 1911 og det dyrkede areals og kreaturholdets størrelsen 1861 samt selvejets udbredelse og disse forholds udvikling mellem 1860/1861 og 1895 (1896/1898). Heraf er draget den slutning, at selvom der kan påvises en positiv sammenhæng ”kan landbrugsstrukturen omkring de nye byer tydeligvis ikke isoleres som forklaringsfaktor; dertil spiller de mere individuelle kvalitative og naturligvis også de geografiske og demografiske forudsætninger for meget ind”. ”Man kan sige, at landbrugssektorens modernisering som helhed hørte til blandt stationsbyernes vækststimulerende impulser, men at det lokale landbrug næppe i sig selv havde nogen afgørende lokaliserende indflydelse på, hvor stationsbyen opstod, og hvor stor den blev”. Udviklingen inden for dansk landbrug var uens fra egn til egn, hvorfor enkle sammenhænge ikke lader sig udlede. Et kendetegnende fælles træk de fleste steder er imidlertid den arbejdsdeling mellem det egentlige landbrug og de hjælpetjenester i form af forsyninger udefra (fx gødning) og aftagelse og bearbejdelse af landbrugets frembringelser, der fandt sted (mejerier, slagterier, sukkerfabrikker med flere). Udgangspunktet for en forståelse af disse sammenhænge må være at skelne mellem landbrugets omlægning (indre udvikling) og landbruget som opland for købstæder og nye bymæssige bebyggelser.
Landbruget udviklede sig indadtil via udstykninger, frasalg/overgang fra fæste til selveje og opdyrkning af hidtil uopdyrkede jorder, hvilket skabte mulighed for nye jordbrugere. Herudover skabte mekanisering og andre driftsomlægninger behov for nye redskaber og hjælpemidler og dermed en pengeøkonomi. Landbrugets påvirkning udadtil skyldtes omlægningen til pengehusholdning og bestod i behovet for markeder, møller, landbrugs- og højskoler, forsamlingshuse, banker og sparekasser, dyrlæger, mejerier, slagterier, købmænd, korn- og foderstofhandler, landbrugsindustri samt fragtmuligheder. Disse tjenester blev i stigende grad samlede i købstæder og bymæssige bebyggelser og bidrog derved til udviklingen af disse. Den tid, hvor landbruget fortrinsvis spillede en rolle, faldt efter 1870 og skal ses i lyset af kornhandelens sammenbrud.

#### Kornhandelstidens sammenbrud (1860-1885)
Tiden 1840-1870 er kendt som kornhandelstiden. Dansk landbrug havde da en stor udførsel af korn til England, Hamborg og Nederlandene. Denne skete dels direkte, dels i samvirke med handelshuse i Hamborg. I 1860-erne og 1870-erne brød den store kornhandelsperiode sammen. Det skete i flere omgange og af forskellige årsager. Som følge af krigen i 1864 blev samvirket med de hamborgske handelshuse afbrudt, hvilket førte til en afmatning for de syddanske ladepladser og købstæder, der havde levet af denne samhandel. I 1868 besluttedes det af bygge en ny udskibningshavn ved Esbjerggårde i det sydvestlige Jylland, hvilket sammen med det samtidigt opbyggede jernbanenet og den indførte næringsfrihed bidrog til en fuldstændig omstilling af samfærdslen og varefragten. Endelig indebar den såkaldte landbrugskrise (fra 1875), fremkaldt ved udbuddet af billigt korn fra Ukraine og USA, en fuldstændig omstilling af landbruget fra kornavl til fedevarefremstilling, herunder kvalitetssikrede kødprodukter, mælk og æg. Denne omstilling tog imidlertid tid, og en bivirkning blev, at behovet for arbejdskraft i landbruget faldt kraftigt, hvilket førte til en voldsom stigning i afvandringen fra landdistrikterne til købstæder og snart også til udvandring. 1866 blev Det danske Hedeselskab stiftet og en indsats for opdyrkning af hidtil uopdyrkede arealer satte ind – ikke mindst af de jyske heder. Denne udvikling faldt sammen med landbrugskrisen i resten af landet og bevirkede en ganske anden udvikling i det midtvestjyske område end andetsteds. Hvor der i det meste af landet skete en nettoafvandring fra landsognene, var der i det midtvestjyske område en kraftig befolkningsfremgang, dog med aftagende styrke frem til århundredeskiftet.

#### Den andelskapitalistiske periode (1885-1930)
I begyndelsen af 1880-erne fandt landbrugskrisen sin løsning i form af andelskapitalismen. I 1882 oprettedes det første andelsmejeri i Hjedding i Sydvestjylland, og snart begyndte man at bygge andelsmejerier over hele landet. Andelsmejerierne var i nogen grad en videreudvikling af de fællesmejerier, der i 1860-erne blev oprettet ved siden af de traditionelle herregårdsmejerier. En tilsvarende udvikling skete inden for slagterierne: De første eksportslagterier oprettedes i København i 1860-erne, og med andelstankens gennemslag på slagteriområdet i 1887 blev der grundlag for at oprette andelssvineslagterier uden for hovedstaden. De fleste andelsslagterier blev lagt i købstæderne, men enkelte også i byer i landdistrikterne: Vejen (1885-92), Odder (1889) og Haslev (1896) og 1900-1914 tillige i Hammel (1906), Aars (1909), Brønderslev, Bjerringbro, Hadsten og Struer (1912), derefter Gråsten (1924), Rødding og Vojens (1925) samt Ballen, Allingåbro, Ansager, Fjerritslev, Grindsted, Hurup og Vrå (1931). Dertil kom oprettelsen af private slagterier for det stedlige opland, således i Hadsund (1903), Bylderup-Bov og Skærbæk (1924), Give og Mørke (1928), Skjern (1929) og Dybvad (1932). Ved siden af disse blev der oprettet brugsforeninger og forsamlingshuse, højskoler og landbrugsskoler, landboforeninger m.v. I umiddelbar tilknytning til landbruget må tillige ses oprettelsen af margarinefabrikker, sukkerfabrikker og saftstationer samt maskinfabrikker, der fremstillede landbrugsredskaber. Banker og sparekasser, handlende og håndværkere, dyrlæger, hospitaler, læger, tandlæger og apoteker foruden en stadigt voksende stand af embedsmænd i landdistrikterne betjente landbefolkningen i bredere forstand. Samlingen af disse virksomheder i stations- og vejbyer indebar en hensigtsmæssig arbejdsdeling mellem by og land, idet tidens nye bydannelser blev samlingssteder for de bymæssige tjenester, mens de tilbageværende landområder blev forbeholdt landbruget (i visse egne skovbruget). Landbruget var således på een gang råvareleverandører til en del af de i stationsbyerne beliggende virksomheder og samtidig kunder for de handlende i stationsbyer og købstæder. Denne udvikling synes at have nået et toppunkt i årene fra 1900 til 1915, men som fremgået gav landbruget vedvarende bidrag til de nye byers udvikling også i mellemkrigstiden.

#### Skovbrugets betydning
I en række tilfælde var det ikke landbruget, men derimod skovbruget der støttede stationsbyens udvikling, fx i form af savværker. Dette var blandt andet tilfældet for Arden, Hammel og Skørping Stationsby i Jylland, for Kværndrup og Korinth på Fyn samt for Borup, Herfølge og Ruds Vedby på Sjælland.

### Industrien
Frem til omkring 1870 var den industrielle udvikling i landdistrikterne spredt og ikke specielt tilknyttet jernbanerne. I takt med banenettets udbygning efter 1870 skete der imidlertid en samordning således, at enten blev industrier og andre fremstillingsvirksomheder flyttede til den mest hensigtsmæssige jernbanestation, eller også blev der anlagt en jernbane, som kunne betjene industrien der, hvor den allerede lå.
Som eksempler på, at jernbanen allerede tidligt tiltrak industri kan nævnes, at der ved Langeskov station i 1893 oprettedes en plovfabrik og i 1899 en fabrik for fremstilling af værktøj, i Ejby oprettedes i 1886 en virksomhed til fremstilling af bindsler og udstyr til stalde, i Nørre Åby oprettedes i 1891 en maskinfabrik, i Knarreborg oprettedes i 1882 en maskinfabrik, i Tommerup stationsby oprettedes 1910-11 også en maskinfabrik, i Årup oprettedes en maskinfabrik og en dampmølle.
Omkring århundredeskiftet havde blandt andre følgende stationsbyer en eller flere virksomheder inden for industri (mejerier ikke medregnet): Kongens Lyngby, Odder, Brønderslev, Fakse, Brædstrup, Hornslet, Hammel, Fjerritslev, Vamdrup, Jyderup, Høng, Ringe, Otterup, Dronninglund, Auning, Haslev, Års, Vejen, Årup, Uldum, Jelling, Hadsten, Børkop, Åbybro, Glamsbjerg, Langå. Trustrup, Sindal, Østbirk, Nørre Åby, Helsinge, Ikast, Mørke, Asnæs, Hvidbjerg, Hadsund, Struer, Ulvborg, Tim, Skjern, Græsted, Kvissel, Karise, Svenstrup, Hyllinge, Hinnerup, Ryslinge, Hårlev, Viby, Fårevejle stationsby.
I 1911 var stationsbyerne i udpræget grad blevet byer med industri og/eller anden fremstillingsvirksomhed. Til belysning af industriens betydning kan med forsigtighed byernes andele af indbyggerne sysselsatte i industri og håndværk 1911 tjene. Af udtalte industribyer (mere end 50 % sysselsatte i industri og håndværk) kan nævnes: Hellebæk, Hedehusene, Gelsted, Nørre Åby, Korinth, Mørke, Hjerm, Brovst stationsby og Hammerum. Af byer med 40-50 % sysselsatte i industri og håndværk kan nævnes: Kongens Lyngby, Glostrup, Borup, Ruds Vedby, Asnæs, Søllested, Horslunde, Eskildstrup, Tommerup, Ejby, Ringe, Gislev, Sindal, Dybvad, Snedsted, Hørdum, Vestervig, Hurup, Hvidbjerg/Thyholm, Bælum, Års, Stoholm, Rødkjærsbro, Ny Kolind, Brabrand, Hinnerup, Odder, Hammel, Brædstrup, Tørring, Østbirk, Løsning, Brande, Egtved, Halvrimmen, Jelsmark, Vinderup, Vildbjerg, Ikast, Kibæk, Ulfborg, Sønder Lem, Skjern, Sønder Borris, Ansager, Vejen og Gørding. Forudsættes, at håndværket udgjorde 15-20% af de sysselsatte, kan industriens andel skønsmæssigt sættes til 25-35% i disse byer.
Også i mellemkrigstiden spillede industrien en stor rolle i stationsbyerne. Mellem 1911 og 1930 voksede antallet af sysselsatte i håndværk og industri i langt de fleste stationsbyer.
Industriens udvikling i stationsbyerne må især tilskrives to forhold: tilstedeværelsen af stedlige råstoffer og/eller af iværksættere. Som eksempler på det første kunne nævnes mejerier (både andelsmejerier og private mejerier), svineslagterier i Bjerringbro, Grindsted og Vojens, sukkerfabrikker i Holeby og Gørlev, kalkværker i Fakse, teglværker i fx Egernsund, Knabstrup og Stenstrup og tekstilindustrien i Midtjylland (Gellerup, Herning, Ikast). Som eksempler på det andet kan nævnes møbelindustri og Grundfos i Bjerringbro samt Brødrene Gram i Vojens.

### Et samspil af gunstige forhold
Mens jernbanen med dens gunstige samfærdselsforhold havde lagt grunden, næringsfrihed og oplandsforhold samt - i tilknytning hertil - landbrugets omlægning og - parallelt hermed - industri udgjorde rygraden for stationsbyernes trivsel, så spillede yderligere forhold ind til støtte for stationsbyernes udvikling. For det første må nævnes bygningshåndværk, der nød godt af byernes stadige behov for nybyggeri, om- og tilbygninger samt forbedringer i den - med tiden - ældre bygningsmasse. Følgelig fandtes i stationsbyerne et antal tømrere, snedkere, murere, malere, glarmestre, blikkenslagere, elektrikere og andre. I forlængelse heraf oprettedes tekniske skoler og handelsskoler i flere stationsbyer. For det andet fik stationsbyerne betydning som administrative centre. Mange stationsbyer blev med tiden hjemsteder for sogneråd (kommunalbestyrelser), og en del blev også hjemsteder for den statslige administrations regionale centre, fx tingsteder (Helsinge, Høng, Haslev, Odder, Hammel, Hornslet, Fjerritslev, Kjellerup, Skjern, Rødding, Toftlund), politi (Odder, Toftlund, Hadsund, Hurup) og kredslæger (Glostrup, Hornsyld, Brædstrup, Odder, Farsø, Kjellerup, Skjern).
Så længe, samfundet var indrettet med en forholdsvis decentral struktur, havde stationsbyerne således som helhed gode muligheder for at kunne trives i kraft af et samspil af gunstige forhold, og efter kommunalreformen i 1970 blev netop stationsbyer ofte udpegede som centre i de nye kommuner.

### Stationsbyer og vejbyer 1901-1955
Endnu et forhold må holdes i erindring, når man vil forstå stationsbyernes udviklingsbetingelser: tilstedeværelsen af vejbyer. Allerede længe inden, at jernbanerne blev anlagte og stationsbyerne udviklede sig, nemlig lige siden næringsfrihedens indførelse, var en vis byudvikling sket i tilknytning til de gamle landsbyer og nye byer, som udviklede sig ved vejkryds. Dette indebar, at da landstationerne efterhånden åbnede, måtte de konkurrere med disse vejbyer med hensyn til at tiltrække sig både oplandsnæringer og industri. Som nævnt oven for viser det sig, at mange landstationer (men langt fra alle) fra starten var i stand til at konkurrere på lige fod med sådanne allerede vel etablerede betjeningsknudepunkter. Dette medførte, at i løbet af få år nåede stationsbyerne mange steder et udviklingsstade, hvor de ikke blot var fuldt så konkurrencedygtige men yderligere havde de fordele, som jernbanen indebar, at tilbyde. Allerede siden begyndelsen af det 20. århundrede udviste stationsbyerne - alt andet lige - som regel en større befolkningsudvikling end deres konkurrenter.
En mulighed for belysning af stationernes betydning er at sammenligne befolkningsudviklingen i stationsbyer med udviklingen i andre bymæssige bebyggelser. Forudsætningerne for en sådan sammenligning er, at de sammenlignede bebyggelser har samme geografiske forudsætninger (denne forudsætning anses for opfyldt, hvis de ligger i samme sogn), at de er med henholdsvis uden jernbane, og at eksemplerne er fra alle dele af landet således, at særlige egnsmæssige uligheder er udelukkede. Hidtil er der kun lavet een sådan sammenligning, af økonomen Ejler Alkjær. Alkjær bringer en sammenlignende befolkningsoversigt for Kirke Værløse by og Lille Værløse stationsby for tiden 1921–1940:
| år   | Kirke Værløse by | Lille Værløse stationsby |
| ---- | ---------------- | ------------------------ |
| 1921 | 352              | 327                      |
| 1925 | 287              | 395                      |
| 1930 | 283              | 440                      |
| 1935 | 310              | 488                      |
| 1940 | 372              | 806                      |

De to byer ligger med en indbyrdes afstand af 3 km. Alkjær drager på grundlag heraf slutningen, at ”det er Stationsbyen, der har faaet Befolkningstilvæksten, mens Landsbyen paa det nærmeste er stagneret”.
Foruden tilfældet Kirke Værløse – Lille Værløse stationsby, hvor hovedstadens nærhed kunne tænkes at spille ind, er der kun et fåtal af steder, der kan siges at opfylde de tidligere angivne forudsætninger. Med de trykte folketællinger som kilde skal gives nogle eksempler.
På den øvrige del af øerne er følgende byer velegnede til sammenligning:
| år   | Jyderup kirkeby | Jyderup stationsby | Hårlev kirkeby | Hårlev stationsby | Hesselager kirkeby | Hesselager stationsby |
| ---- | --------------- | ------------------ | -------------- | ----------------- | ------------------ | --------------------- |
| 1901 | 289             | 554                |                |                   |                    |                       |
| 1906 | 333             | 732                | 339            | 287               | 272                | 305                   |
| 1911 | 420             | 827                | 339            | 355               | 284                | 338                   |
| 1916 | 352             | 1022               | 355            | 430               | 268                | 330                   |
| 1921 | 554             | 1043               | 378            | 467               | 271                | 380                   |
| 1925 | 722             | 1254               | 320            | 566               | 280                | 388                   |
| 1930 | 720             | 1272               | 294            | 569               | 275                | 436                   |
| 1935 | 733             | 1299               | 276            | 520               | 270                | 492                   |
| 1940 | 449             | 1376               | 248            | 534               | 251                | 504                   |
| 1945 | 508             | 1560               | 307            | 537               | 264                | 541                   |
| 1950 |                 | 2171               |                | 517               | 253                | 536                   |
| 1955 |                 | 2261               |                | 563               | 246                | 548                   |

I Holbæk Amt havde Jyderup Stationsby allerede ved århundredeskiftet passeret Jyderup kirkeby. Stationsbyen havde en svagere befolkningsvækst mellem 1901 og 1916, men til gengæld noget stærkere mellem 1916 og 1935. Beklageligvis lader udviklingen sig ikke senere følge, da kirkeby og stationsby mere eller mindre voksede sammen. Det lader sig dog fastslå, at det fortrinsvis var stationsbyen, der voksede og hvor industrien blev lagt, mens den gamle landsby udviklede sig i kraft af nærheden til netop stationsbyen. I Præstø Amt kan Hårlev kirkeby og stationsby sammenlignes. Som det ses var kirkebyens indbyggertal fra 1921 faldende, mens stationsbyens fortsatte med vækst indtil 1930. En sammenligning af Hesselager kirkeby og stationsby i Svendborg Amt viser, at dels havde Hesselager stationsby allerede ved århundredeskiftet passeret den gamle kirkeby, og dels havde stationsbyen forholdsmæssigt en svagere befolkningsnedgang mellem 1911 og 1916 og en stærkere vækst mellem 1916 og 1935 samtidig med, at kirkebyen stagnerede. Af tallene ses, at denne udvikling fortsatte frem til 1955.
I Århus amt kan følgende byer sammenlignes:
| år   | Gammel Rye kirkeby | Rye Stationsby | Tørring kirkeby | Tørring Stationsby |
| ---- | ------------------ | -------------- | --------------- | ------------------ |
| 1906 | 377                | 699            | 281             | 405                |
| 1911 | 405                | 897            | 287             | 598                |
| 1916 | 481                | 825            | 274             | 733                |
| 1921 | 388                | 1035           | 303             | 841                |
| 1925 | 319                | 1150           | 335             | 840                |
| 1930 | 323                | 1293           | 377             | 839                |
| 1935 | 360                | 1338           | 385             | 836                |
| 1940 | 483                | 1306           | 398             | 821                |
| 1945 | 486                | 1389           | 401             | 849                |
| 1950 | 447                | 1567           | 354             | 874                |
| 1955 | 464                | 1726           | 388             | 901                |

Af tallene ses, at dels havde Rye stationsby allerede ved århundredeskiftet passeret Gammel Rye kirkeby, dels havde stationsbyen en langt stærkere vækst mellem 1906 og 1935 samtidig med, at kirkebyen stagnerede. Trods vækst mellem 1935 og 1955 har den gamle kirkeby slet ikke kunnet følge med udviklingen i stationsbyen. Tørring Stationsby havde allerede ved århundredeskiftet klart passeret den gamle kirkeby. Stationsbyen havde en langt stærkere vækst mellem 1906 og 1921 samtidig med, at kirkebyen stagnerede. Til gengæld stagnerede stationsbyen fra 1921 til 1935, men kirkebyen voksede. For tiden mellem 1935 og 1955 er kirkebyen stagneret, mens stationsbyen derimod er vokset.
I resten af Jylland er følgende byer velegnede til sammenligning:
| år   | Brovst kirkeby | Brovst Stationsby | Holsted kirkeby | Holsted Stationsby | Brede by | Bredebro stationsby |
| ---- | -------------- | ----------------- | --------------- | ------------------ | -------- | ------------------- |
| 1906 |                | 322               | 828             | 446                |          |                     |
| 1911 | 390            | 505               | 808             | 552                |          |                     |
| 1916 | 335            | 653               | 857             | 524                |          |                     |
| 1921 | 394            | 676               | 1014            | 638                | 290      | 321                 |
| 1925 | 390            | 955               | 1039            | 699                | 268      | 416                 |
| 1930 | 374            | 1034              | 988             | 699                | 274      | 431                 |
| 1935 | 318            | 1212              | 1003            | 716                | 290      | 404                 |
| 1940 | 268            | 1278              | 1041            | 741                | 276      | 460                 |
| 1945 | 246            | 1411              | 1106            | 892                | 312      | 518                 |
| 1950 | 234            | 1567              | 1175            | 925                |          | 606                 |
| 1955 | 267            | 1622              | 1142            | 904                |          | 717                 |

Af udviklingen i tallene for Brovst kirkeby og- stationsby i Hjørring Amt ses, at dels havde stationsbyen passeret den gamle kirkeby allerede i 1911, hvor de første sammenlignelige indbyggertal foreligger, dels havde stationsbyen en langt stærkere vækst mellem 1911 og 1935 samtidig med, at kirkebyen stagnerede. Af tallene ses, at denne udvikling fortsatte helt frem til 1955. Udviklingen i Gl. Holsted og Holsted Stationsby i Ribe Amt viser to ting: dels havde Holsted stationsby endnu ikke nået den gamle kirkeby i 1906, hvor de første sammenlignelige indbyggertal foreligger, dels havde stationsbyen en langt stærkere vækst mellem 1911 og 1935. Af tallene ses desuden, at denne udvikling fortsatte helt frem til 1955 således, at kirkebyens forspring blev stadigt mindre. I Tønder Amt i Sønderjylland viser udviklingen for Brede by og Bredebro Stationsby i Brede Sogn, at her havde stationsbyen også en langt stærkere vækst end landsbyen efter genforeningen.
Sammenfattende kan det siges, at jernbanen – alt andet lige – i forhold til steder uden jernbanestation gav stationsbyer en konkurrencefordel, som afspejlede sig i deres befolkningsudvikling, og at dette varede i det mindste til bilismens store gennembrud efter 1960.

## Stationsbyernes udviklingsforløb
Stationsbyernes udviklingsforløb var ikke ens. Nogle stationsbyer var en videreudvikling af en gammel bebyggelse – ofte en gammel landsby – mens andre opstod på bar mark. Nogle stationsbyer lå inden for en købstads læbælte med de begrænsninger for næringslivet, som dette indebar. Andre var uden denne begrænsning med de muligheder, dette indebar. Hvis en købstad i nærheden havde en stærk udvikling, kunne det "smitte af" på stationsbyen. Nogle stationsbyer blev hjemsted for handlende, embedsfolk og offentlige eller halvoffentlige tjenester, andre for industrivirksomhed. Landbrugets trivsel spillede også en stor rolle for mange stationsbyers udvikling. Held eller uheld med de stedlige tiltag for at fremme en stationsbys udvikling måtte påvirke dette. Helt særegne vilkår gjaldt for Esbjergs udvikling. Stationsbyernes udviklingsvilkår og -forløb er omtrent så mangesidige, som der var byer.

### Hovedbanenettet anlægges (indtil 1885)
Frem til 1855 fandtes der kun een banestrækning i kongeriget: banen mellem København og Roskilde, anlagt 1847. Mellem 1855 og 1870 skete der en begyndende anlæggelse af baner, omend det gik langsomt: i 1856 blev København-Roskildebanen forlænget tværs over Sjælland til Korsør, i 1862 anlagdes en banestrækning mellem Århus og Randers, i 1863 anlagdes en banestrækning fra Langå til Viborg, i 1864 blev banen fra Viborg forlænget til Skive og samme år anlagdes Nordbanen fra København over Hillerød til Helsingør og mellem Hellerup og Klampenborg, i 1865 blev banen fra Skive forlænget til Struer, og der anlagdes en banestrækning tværs over Fyn fra Nyborg over Odense til Middelfart, i 1866 anlagdes en banestrækning mellem Struer og Holstebro, en banestrækning fra Fredericia over Kolding til Vojens og Haderslev og en banestrækning mellem Fakse og Fakse Ladeplads, i 1868 anlagdes en banestrækning fra Fredericia over Vejle, Horsens og Skanderborg til Århus, i 1869 anlagdes en banestrækning fra Randers over Hobro til Ålborg og en banestrækning mellem Maribo og Bandholm.
Endnu omkring 1870 var det således stort set kun i den østlige del af landet, at der var anlagt baner, og selv her var størstedelen af landet uden baneforbindelse. Alligevel skete der en vis, omend i begyndelsen beskeden, bydannelse i tilknytning til visse landstationer. I forbindelse med jernbanernes anlæggelse og stationernes åbning i anden halvdel af 1800-tallet blev der mange steder ret hurtigt opført funktioner, der trak andet forretningsliv og virksomheder til sig: For Borup på Sjælland er det oplyst, at godsejeren på Svenstrup gods var forudseende nok til at købe “den Del af Borup Præstegaards Jord, som laa op til Jernbanen og der opføre en Lægebolig, et Gæstgiveri med Rejselade og et Købmandssted med et betydeligt Kornmagasin og et Korntørringsapparat”. For Fyns vedkommende kan som eksempler nævnes, at året efter åbningen af hovedbanen 1865 blev der i Nørre Aaby oprettet en høkerhandel og et kornpakhus. I 1868 blev der knyttet en kro til dette kornpakhus. Ved anlæggelsen af Assensbanen 1884 åbnedes i Glamsbjerg en købmand med kornpakhus og gæstgivergård, ligesom der opkøbtes jord til udstykning og i Ullerslev en korn- og produkthandel. I Aarup blev der straks efter banens åbning i 1865 bygget et par købmandsgårde og en lægebolig og allerede året efter en mængde ejendomme, blandt andet en gæstgivergård. I 1870 blev apoteket i Gripsvad flyttet til byen, og i 1873 stiftedes ”Aarupforeningen” med 55 medlemmer. Eksemplerne tyder på, at det i begyndelsen især var kroer, købmænd med kornhandel og læger, der fandt vej til de nye stationer. Men også fabriksvirksomhed synes hurtigt – om ikke udelukkende – at være lagt efter jernbanen.
Det var først mellem 1870 og 1885 at hovedbanenettet blev fuldt udbygget. Det var i disse år, at banenettet blev udvidet til Midt- og Vestjylland samt fra Nørresundby over Hjørring til Frederikshavn, fra Struer til Thisted, på Djursland, at der blev anlagt baner fra Roskilde over Holbæk til Kalundborg, fra Roskilde over Køge og Næstved til Vordingborg, til Nykøbing Falster og tværs over Lolland til Nakskov og Rødby, fra Odense over Ringe til Svendborg. Af stor betydning var det tillige, at der fra 1872 blev indsat jernbanefærger således, at omladning af gods ikke længere var nødvendig.
Mellem 1870 og 1885 fremvoksede et stort antal nye bymæssige bebyggelser i tilknytning til jernbanestationer. Mange blev anlagt på bar mark og var i begyndelsen meget små med måske kun 50-200 indbyggere. De kunne også vokse frem i nærheden af landsbyer, hvorved der opstod dobbeltbyer, idet det gamle landsbysamfund og det nye stationsbysamfund ofte senere voksede sammen til tvillingbyer. En stor del af disse tidlige stationsbyer fik allerede straks fra begyndelsen kro, købmand og kornpakhus, sjældnere læge, apotek, dyrlæge, postsamlingssted, bageri, mølle, foruden en række håndværkere og handlende.

### Det første industrielle opsving (1885-1900)
I tiden mellem 1885 og 1930 nåede stationsbyerne et foreløbigt højdepunkt i deres udvikling. Allerede mellem 1885 og 1900 voksede et stort antal nye byer op, og de fleste nye byer blev fra starten vel forsynede med oplandstjenester foruden større eller mindre industrivirksomheder: mejeri, savværk, cykelværksted (ofte kaldet “cykelfabrik”), maskinværksted (ofte en videreudvikling af en oprindelig smedie og ofte kaldet “maskinfabrik”), bryggeri eller maltfabrik, teglværk eller cementfabrik. Desuden fik en del byer marked, højere skole, bank eller sparekasse, forsamlingshus, brugsforening og lignende. De største af tidens nye byer, der ved århundredeskiftet allerede havde mere end 500 indbyggere, lå ofte mere end 10 km fra en købstad, ligesom deres indbyrdes afstand også var mere end 10 km. Dette taler for, at en vigtig forudsætning for disse byers opkomst var et opland på 5 km eller mere; desuden voksede en del byer øjensynligt op i tilknytning til en større fabrik eller offentlig virksomhed.
Baggrunden for denne udvikling må øjensynligt i første række søges i købstædernes samtidige udvikling. Købstæderne kunne ganske enkelt ikke opsuge hele den indvandring, der skete i anden halvdel af 1800-tallet, ikke mindst efter landbrugskrisen i 1870-erne. En modvandring fandt sted, ganske givet fremmet af næringsfrihedslovgivningen, der gav næringsdrivende ret til at bosætte sig på landet uden for købstædernes læbælte. Dette kan ses dels af folketællingernes fødestedsoplysninger (fra 1845), dels af folketællingernes oplysninger om seneste opholdssted før tilflytning (fra 1901 til 1921). En oversigt fra tællingen 1901 viser således, at af landområdernes befolkning var 108.159 tilflyttet fra stæderne, heraf 32.593 fra hovedstaden og 75.566 fra provinsbyerne. En meget stor del af disse tilflyttere var øjensynligt håndværkere, købmænd og handlende, folk i tjenesteydende næringer og embedsfolk, der havde fået deres uddannelse og næringsbrev i købstæderne men foretrak at bosætte sig på landet. Af fødestedsopgivelserne i folketællingerne fra 1870, 1880 og 1890 ses, at de i købstæderne fødte udgjorde 25-40 % af de næringsdrivende på landet. Fordelingen af de største af disse nye byer antyder en betjeningsfordel, når rejseafstanden til de gamle købstæder blev for stor. Mange nye byer kunne derfor slå sig op på at betjene et større eller mindre opland. Desuden betød næringsfriheden, at der rundt om i landet blev startet en fabriksvirksomhed, der trak anden udvikling med sig.

### Det første industrielle opsving topper (1900-1915)
Tiden mellem 1900 og 1915 udgjorde de nye bydannelsers foreløbige højdepunkt. De fleste byer nåede i disse år at få mølleri, savværk eller maskinsnedkeri, maskinfabrik, teglværk og/eller cementstøberi, hvis de ikke allerede havde, desuden trælasthandel, isenkræmmer, bank, sparekasse, sagfører, vandværk, gasværk og elektricitetsværk. Byerne voksede stærkt, og mange nåede op over 750 indbyggere.
Samtidig synes der at være en tendens til rangorden med hensyn til oplandstjenester. Det mest velforsynede havde foruden kro, købmand, posthus, læge, apotek, marked, bank og/eller sparekasse også højere skole (folkehøjskole, teknisk skole, handelsskole eller lignende), sygehus, en del tingsted, færre valgsted, enkelte dagspresse. Til sådanne steder hørte omkring århundredeskiftet Odder, Brønderslev, Fakse, Brædstrup, Fredensborg, Hornslet, Hammel, Fjerritslev, Vamdrup, Give, Jyderup og Høng. Knapt så velforsynede men dog som regel med Kro, Købmand, posthus, læge, apotek, marked samt bank og/eller sparekasse, undertiden sygehus hørte Ringe, Otterup, Dronninglund, Auning, Haslev, Års, Vejen, Årup, Uldum, Jelling, Hadsten, Børkop, Vrå, Åbybro, Skals, Glamsbjerg, Langå, Trustrup, Sindal, Tørring, Østbirk, Nørre Åby, Helsinge, Brørup, Ikast, Holsted stationsby, Mørke, Asnæs, Egtved og Ølgod, mens stationsbyer som Skørping stationsby, Hvalsø, Kolind og Bjerringbro fulgte lige efter. Fælles for disse byer var, at de lå uden for købstædernes umiddelbare indflydelsesområde.

### Sønderjyllands stationsbyer
I Danmark har de sønderjyske (nordslesvigske) stationsbyer tildels en særstilling på flere måder.
For det første betød landsdelens stilling som udkant i Preussen efter 1864 en langt svagere befolkningsvækst (15% i Nordslesvig mod 65% i Nørrejylland i tiden fra 1864 til 1910).
Dernæst skete landbrugsudviklingen under ganske anderledes vilkår: Landsdelen befandt sig ikke alene politisk inden for det tyske rige, men også økonomisk inden for de tyske landbrugstoldmure og under de tyske fødevareregler. På den ene side beskyttede det landbruget mod den udenlandske konkurrence. På den anden side satte det rammer, der bevirkede en langsommere udvikling – Sønderjylland var den yderste nordlige afkrog, langt fra de stærkt voksende industricentre i sydligere i det tyske rige. Den langsommere industrialisering af landbruget medførte en langsommere vækst af stationsbyerne, der først langt senere nærmede sig de sjællandske, jyske og fynske byer i størrelse. Det forhold bekræfter, at det er landbrugsudviklingen, der var drivkraften i byernes udvikling.
Samtidig lå købstæder og flækker tæt i Sønderjylland, hvilket bevirkede, at nye byer kun havde beskedne muligheder for at skabe sig et eget opland. Kun Rødding, Gram, Skærbæk, Toftlund og Tinglev lå ret langt fra købstæder og havde derfor forholdsvis gode udviklingsmuligheder. Efter Genforeningen med Danmark 1920 lukkede grænsen af for den største af købstæderne, Flensborg, og det gav sammen med den store nye grænsebanegård, toldkontor, m.m. Padborg en chance. Padborg voksede fra næsten ingenting til en mellemstor stationsby i løbet af få år efter 1920 og tog i de følgende år en del af væksten fra Tinglev.
| år   | Padborg stationsby | Tinglev stationsby |
| ---- | ------------------ | ------------------ |
| 1921 | 47                 | 974                |
| 1925 | 714                | 1298               |
| 1930 | 1161               | 1111               |
| 1935 | 1294               | 1149               |
| 1940 | 1274               | 1173               |

### Mellemkrigstiden og 2. Verdenskrig (1915-1945)
Efter 1915 skete en opbremsning i antallet af nye bydannelser lige som de, der da fandtes, udviste en noget svagere befolkningsfremgang end tidligere. Dette skal sikkert ses i lyset af flere forhold: For det første var landet i den foregående vækstperiode blevet forsynede med stort set alle de byer, der var behov for; meget få helt nye byer opstod. For det andet, med den stigende betydning af vejfærdslen blev det lettere for de gamle købstæder at genvinde deres rolle i udvalgsvarehandelen, engroshandelen og tjenesterne. Samtidig var de nye byer nået til et punkt, hvor yderligere vækst kun kunne ske på tre måder:
- enten ved at forøge sin rolle i oplandshandelen, hvilket kun kunne ske på bekostning af omliggende byer og i konkurrence med købstæderne,
- eller ved industriel udvikling.
- eller ved administrativ udvikling.

Mange byer stagnerede, fordi de ikke kunne opfylde nogen af disse krav. Omvendt er det påfaldende, at flere byer med stærk befolkningsfremgang i kriseårene netop havde en samtidig industriel fremgang.
I mellemkrigsårene udviste næringslivet i stationsbyerne en ikke ubetydelig fremgang, især i større byer. Til at belyse dette ses nedenfor udviklingen i antal håndværksvirksomheder i 4 byer i Nordvestsjælland og 3 i Himmerland:
| stationsby | 1921 | 1940 |
| ---------- | ---- | ---- |
| Jyderup    | 33   | 64   |
| Mørkøv     | 22   | 27   |
| Knabstrup  | 11   | 19   |
| Regstrup   | 3    | 4    |
| Aars       | 47   | 75   |
| Aalestrup  | 25   | 47   |
| Østrup     | 9    | 12   |

Eksemplerne viser, at – fraset de mindste stationsbyer (Regstrup i Holbæk amt, Østrup i Ålborg amt) – voksede håndværk i disse krisetider med 50-100%.
For handelens vedkommende så udviklingen således ud:
| stationsby | 1921 | 1940 |
| ---------- | ---- | ---- |
| Jyderup    | 15   | 31   |
| Mørkøv     | 8    | 11   |
| Knabstrup  | 3    | 5    |
| Regstrup   | 1    | 2    |
| Aars       | 23   | 47   |
| Aalestrup  | 22   | 30   |
| Østrup     | 2    | 2    |

Også handelen i stationsbyerne klarede således kriseårene ganske godt. Især de større stationsbyer (Jyderup, Mørkøv, Aars og Aalestrup) udviste betydelig fremgang.
For industriens vedkommende tegner billedet sig mindre entydigt, mest fordi der skete voldsomme udskiftninger: gamle virksomheder lukkede, nye kom til. Vigtigst er det sidste, at stationsbyer også i mellemkrigsårene kunne tilbyde industrien egnede betingelser for beliggenhedsvalg.
Billedet af stationsbyernes betydning i mellemkrigstiden forstærkes ved inddragelse af oplysninger om offentlige og visse private tjenester: af Danmarks 97 retskredse i 1940 lå 13 i bymæssige bebyggelser, af 75 kredslæger boede 7 i stationsbyer , og listen over stedlige banker omfatter 22 stationsbyer . De fleste tekniske skoler i stationsbyerne blev oprettede 1890-1910, men oprettelserne fortsatte indtil omkring 1930. Handelsskoler blev frem til 1920 oprettede i Faxe, Haslev, Odder og Vejen, men i mellemkrigstiden oprettedes yderligere i Glumsø, Glamsbjerg, Ringe, Aars, Bjerringbro, Bramming, Brædstrup, Brørup og Hadsten.
For at fuldstændiggøre billedet kan nævnes, at jernbanerne endnu i mellemkrigstiden og under 2. verdenskrig stod for en meget omfattende godstransport, ikke mindst mellem indlandet og havnebyer. Således fragtedes med jernbane 1938-39 af kul og koks fra København 4.300 t til Lyngby, 17.800 t til Roskilde, 6.200 t til Hillerød, 100 t til Holbæk, 6.500 t til Ringsted, 1.100 t til Slagelse, 1.300 t til Frederikssund, 10.200 t til stationer mellem Valby og Roskilde, 11.400 t til stationer mellem Lyngby og Hillerød, og 3.500 t til stationer mellem Klampenborg og Helsingør. Tilsvarende fragtedes 8.900 t fra Korsør til Slagelse, og yderligere fragtedes fra Korsør til stationer på Slagelse-Værslev, Høng-Tølløse og Slagelse-Næstvedbanerne samt til Sorø. Fra Køge sendtes kul og koks til Roskilde og Haslev. Fra Kalundborg sendtes 9.300 t til byer i indlandet, heraf 8.800 t alene til Gørlev (altovervejende til sukkerfabrikken). Fra Odense sendtes i alt 5.375 t til fynske byer med statsbanen, mens mængderne for Nyborg, Middelfart og Assens vedkommende var under 200 t. Fra Esbjerg blev sendt 7.100 t til Varde, 3.500 t til Ribe, 5.600 t til stationer mellem Lunderskov og Esbjerg, 2.800 t til stationer mellem Ribe og Tønder, og 1.100 t til Kolding. Fra Århus blev sendt 16.600 t til Silkeborg, 5.300 t til Viborg, 1.400 t til Skanderborg, 400 t til Skive, 1000 t til stationer mellem Århus og Randers, og 900 t til stationer mellem Århus og Ryomgård. Fra Struer sendtes 4.200 t til Holstebro. Fra Aalborg sendtes ladninger til Vendsyssel: Brønderslev, Vrå og 6.800 t alene til Hjørring. Fra Vejle leveredes til stationer på strækningen Vejle-Give-Brande-Herning. Foruden kul og koks spillede jernbaner en stor rolle for fragt af oliekager, kød og flæsk, smør samt æg; heraf skete en stor del mellem Esbjerg på den ene side, hele Jylland og dele af Fyn på den anden. Da der under 2. Verdenskrig skete en omfattende brydning af brunkul ved Ronum-Gejlbjerg, Sandfeld og Søby ved Brande, skete fragten ligeledes med jernbanen fra Brande til Vejle, fra Thyregod gik mindre landninger til Horsens, og endelig skete desuden fragt fra Troldhede over Grindsted til Kolding. Foruden fragt stod jernbanerne selvsagt tillige for en stor del af rejsebefordringen.
Nok slog bilismen (varebiler og rutebiler) i nogen udstrækning igennem i mellemkrigstiden, men den fremmede udviklingen i de eksisterende købstæder og stationsbyer, som havde naturlige forudsætninger for, og vilje til, at udnytte den nye landevejstrafik. Dette skyldtes, at behovet for oplandscentre stort set allerede var blevet dækket inden, at bilismen slog igennem. Selv om virksomheder i nogen udstrækning ophørte med at være kunder hos jernbanen, fordi de skaffede sig egne biler, forblev de i stationsbyen. Til gengæld skærpede de konkurrencen om kunderne mellem købstæder og stationsbyer.

### Omstilling til nye tider (1945-1960)
De første år efter afslutningen af 2. Verdenskrig blev fortrinsvis kendetegnet ved tilbagevenden til førkrigstider, dog var bilismen i fremgang. Enkelte jernbaner blev nedlagt. Alligevel udviste stationsbyerne også i disse år en større befolkningsvækst end nærliggende vejbyer (jævnfør ovenfor).

### Nye tider (1960-1990)
Tiden efter 1960 kendetegnes af to træk: For det første ved, at personbilens voldsomme vækst skabte helt nye og friere forudsætninger for befolkningens valg af bopæl og sysselsætningssted samtidig med, at de tidligere oplandsbaner i stort omfang blev nedlagte, især i anden halvdel af 1960-erne. Derved skete en stigende spredning af befolkningsvæksten, fremmet af privatbilerne. Vækstområderne voksede fra at udgøre 18 % af landets areal i årene 1955-60 til henved 29 % i tiden 1965-70. Udviklingen gik i bebyggelsesmæssig henseende fra forstadsdannelser til dels over til byspredning med tilhørende fjernpendling. Ligeledes er tidligere tiders søgning til et enkelt pendlingsmål afløst af pendling til flere mål; der taltes nu om arbejdskraftoplande fastlagte derved, at enhver kommune henregnes til samme arbejdskraftopland som den kommune, hvortil den havde størst udpendling. I 1970 var Danmark derved inddelt i 51 arbejdskraftoplande med en gennemsnitlig rejselængde på 20 km.
For det andet skete der et grundlæggende skift i handels- og tjenesteydelsernes fordeling og oplandsforhold: Indtil midten af 1950-erne var der ikke sket meget inden for dansk detailhandel. Selvom den voksende befolkning og et stigende forbrug gav større omsætningsmuligheder, var der endnu ikke sket nydannelser af betydning i varesalget af samme slags, som da allerede var sket i USA og til dels Sverige. Det var endnu de gamle butikstyper fra før krigen, der var fremherskende. I slutningen af 1950-erne begyndte imidlertid at ske forandringer inden for detailhandelen, som siden tiltog i omfang og hastighed. Selvbetjeningsformen, supermarkeder og varehuse blev stadig mere almindelige foreteelser og medvirkede til, at detailhandelen skiftede egenart. Stadig flere mindre butikker lukkede, ikke mindst i landdistrikterne men også i mange byer. I midten af 1960-erne slog nye butikscentre igennem og ændrede indkøbsmønsteret. Det blev bygget som samlede komplekser og tilpasset den voksende skare af bilkørende kunder med gode parkeringsforhold og adgangsveje. Desuden skete en brancheglidning, idet mange handlende og ikke mindst supermarkederne i stigende grad begyndte at forhandle andre varer end de daglige fødevarer, hvorved udvalgsvarehandelen til dels blev trængt. Samtidig indebar den da stadig mere omfattende byplanlægning, at nye, større boligområder ofte blev planlagt enten med et eget butikscenter eller under hensyn til butikscentre i nærheden, hvorved købstædernes gamle bymidteforretninger mistede betydning i handelen.
Samtidig førte bilismen til skærpet konkurrence mellem de handlende, hvor først købstæder gennem udvidede parkeringsmuligheder i tilknytning til deres bykerner, senere nye butikscentre og storforretninger blev indrettede efter bilejerskab og bidrog til, at mange mindre og spredt boende handlende lukkede. Denne udvikling berørte i 1960-erne især de mange handlende i landsbyer og de mindste stationsbyer, mens de større stationsbyer klarede sig i konkurrencen.
Mens således bilismen på den ene side ophæve tidligere tiders tilknytning mellem by og opland, på den anden side tidligere tiders beliggenhedsfordele for fremstillingsvirksomheder og skævheder mellem forskellige egnes adgang til tjenester, ophæves tillige ensartetheden eller fællestræk ved bebyggelsesudviklingen i forskellige egne. I færdselsmæssig henseende var enhver udvikling muliggjort, og det er nu snarere andre forhold som fx byplanlægning, der styrede udviklingen. Gennem offentlig planlægning udlagdes større, samlede områder til industri og lignende formål. I begyndelsen havde disse præg af at samle industrilignende virksomheder i områder, hvor industrien i forvejen havde samlet sig, men ret hurtigt fik sådanne planer præg af at være ubebyggede arealer med god adgang til større veje. Omkring 1960 havde Johannes Humlum gjort sig til talsmand for, at motorveje var (eller kunne blive) medvirkende til industrilokalisering, men han var mere end en menneskealder for tidligt ude, og de tidligste motorvejsanlæg blev lavet ikke for at nyudvikle områder men for at betjene allerede tilstedeværende befolknings- og industrisamlinger. Planlægningen fik i vid udstrækning en rolle som fastholder af den hidtidige jernbaneprægede tids bebyggelsesmønster. Dette skulle vedvare til begyndelsen af 1990-erne.

#### Oplandshandelen under forandring
Omkring 1960 var handel og oplandstjenester kommet så nær fuldbyrdelsen af den udvikling, der var sat i gang med næringsfrihedens indførelse: der var nu udviklet og fuldbyrdet et netværk af oplandscentre i større og mindre byer med en veludviklet rangorden dels med hensyn til stedernes indbyrdes betjeningstilbud, dels med hensyn til de udbudte varers og tjenesters forekomst samtidig med en vis samling i bestemte betjeningsklasser. Omfanget af tjenester var vokset. I midten af 1800-tallet havde der kun vöret få såsom købmand, kro, læge og apotek. Nu var der mere end hundrede, og hver by havde et betjeningsudbud, der afspejlede størrelsen af det opland, som den enkelte by betjente. Disse oplande havde nået en vist fasthed med hensyn til størrelse og afgrænsning, der havde kunnet anes allerede omkring århundredeskiftet. Endnu omkring 1960 var det muligt for Danmark som helhed at udskille 44 større handelsområder og 64 mindre handelsdistrikter, hver med sit større eller mindre centerområde, hvor henholdsvis et større og et mindre betjeningsudbud af udvalgsvarer og tjenesteydelser fortrinsvis blev søgt. I disse oplandsområder indtog også stationsbyerne deres rolle: Esbjerg, Herning og Silkeborg (alle ophøjede til købstæder) havde handelsoplande på linje med ældre købstæder, Brønderslev, Løgstør, Års-Farsø-Ålestrup, Hadsund,, Kjellerup, Ikast, Skjern-Tarm, Grindsted, Vejen-Brørup, Toftlund, Skærbæk, Haslev, Fakse-Fakse Ladeplads havde alle handelsdistrikter.

#### Industriel vækst i småbyerne
For industriens vedkommende nåede også denne et foreløbigt højdepunkt i betydning omkring 1960. Nu var tiden kommet, hvor fortsat industriel udvikling muliggjorde frigørelse af arbejdskraft til fordel for de såkaldte serviceerhverv. Men i stationsbyerne fortsatte den industrielle udvikling, især i byer som Bjerringbro (Grundfos), Ølgod (HTH-køkkener), Herning, Hammerum og Ikast (tekstilindustrien), Sønder Felding (Rationel, Jutlandia Dør- og Møbelpladefabrik) og Give, men der skete overhovedet en bred industriel udvikling.

#### Offentlige tjenester udvides
Sideløbende med udviklingen i handel og tjenesteydelser skete der forandringer i den offentlige betjening, idet den del af tjenesteydelserne, der påhvilede det offentlige – børnehaver, skoler, sports- og fritidsanlæg, biblioteker med mere -nu i stigende grad blev lagt ud fra samlede helhedsmålsætninger, hvilket atter fremmede eller hæmmede befolkningens søgen til bestemte steder (servicecentre), der ofte var stationsbyer.

#### Stationsbyerne under pres
For stationsbyerne fik disse udviklingstræk vidtgående betydning. I første omgang i form af nedlæggelse af jernbanelinjer, ikke mindst de såkaldte sidebaner. Den fremvoksende bilisme og buslinjedrift modvirkede dog ofte stationsbyernes tilbagegang i form af friere valg af bopæl, arbejdssted og søgning af tjenester. De friere konkurrencevilkår indebar skærpet konkurrence om kunder og om at tiltrække fremstillingsvirksomheder, og mange – også tidligere stationsbyer – evnede at hævde sig også under de nye vilkår. Beliggenhed, dels som midtpunkt for et opland, dels i rimelig nærhed af større arbejdspladscentre, var medvirkende til at fastholde befolkningen som værende bosat i stationsbyer, herunder i forhenværende stationsbyer. Derimod forholdt det sig anderledes for forretningslivet. Her var evnen til at tilbyde de samme fordele som andetsteds med hensyn til mangfoldighed i udbudte butiks- og tjenesteydelser – herunder supermarkeder og lignende – af ikke ringe betydning for byernes rolle i det nye bebyggelsesmønster.

#### Stationsbyerne bliver kommunecentre
Kommunalreformen 1970 bidrog i nogen grad til samling af såvel industri som butikker og tjenester i de nye kommunecentre gennem en bevidst kommuneplanlægning. Sådanne tiltag fik en vis støtte fra staten gennem planer og redegørelser, der bekræftede rigtigheden af disse. Det var ikke mindst i de mange nye provinskommuner, at der i 1970-erne blev skabt nye industrier og industriarbejdspladser, mens Hovedstadsområdet, Århus, Odense, Ålborg-Nørresundby, Randers, Esbjerg, Nykøbing Falster, Nakskov, Slagelse, Kalundborg og andre større byer mistede industriarbejdspladser såvel som industrier.

### Revitalisering (1990- )
Hovedstadens og de andre storbyers nedtur i 1970-erne og 1980-erne fik staten til mere aktivt at satse på offentlige investeringer for at vende udviklingen: målet var at gøre storbyerne mere tiltrækkende at investere i gennem revitalisering af bymidten og gamle havneområder, som havde mistet deres tidligere betydning, ved gennemførelse af Ørestaden, ved byggeri af motorveje samt ved store investeringer i hovedbanenettet. Denne sidstnævnte politik indebar, at mange mindre stationsbyer mistede deres station, idet togene nu fortrinsvis skulle forbinde større byer. For de stationsbyer, der blev ramte af denne politik, indebar det en svækkelse, for de tilbageværende større stationsbyer en styrkelse.
Med opførelsen af den faste Storebæltsforbindelse, den faste Øresundsforbindelse med banebetjening af Kastrup Lufthavn, den københavnske Metro og lignende tiltag i 1990-erne skete der en afgørende genstyrkelse af banenettets betydning i samfærdselsmønsteret, ikke mindst personbefordringen. Togene blev atter fyldte med rejsende, og den forbedrede banebetjening indebar et voldsomt fremstød for de byer, der lå i tilknytning til jernbanenettet. Fjernpendlingen har været stadig voksende, ikke mindst i de bånd, der havde fast og hurtig banebetjening i form af lyntog, intercitytog og regionaltog samt naturligvis i form af Øresundstog-forbindelserne til Skåne, Halland og Blekinge. De fulde virkninger heraf lader sig næppe overskue, ikke mindst fordi nye tiltag til yderligere forbedringer af banenettet er at forudse inden for en overskuelig fremtid. Stationsbyerne – de der fortsat har banebetjening – kan se fremtiden i møde med fortrøstning.